# Kolpaševo
Kolpaševo (in russo Колпашево?) è una città della Russia situata nell'Oblast' di Tomsk, in Russia, sul fiume Ob'. La città venne fondata nel XVII secolo come un villaggio e ricevette lo status di città nel 1938; è servita da un aeroporto ed è capoluogo del Kolpaševskij rajon.